# Orie Hida
Orie Hida (jap. 肥田 緒里恵, Hida Orie; * 4. Oktober 1975) ist eine japanische Karambolagespielerin und mehrfache Weltmeisterin im Dreiband.

## Karriere
Orie Hida ist die Tochter der Karambolagespielerin Kazumi Hida. Sie lebt in Tokio, wo sie in einem Kaufhaus arbeitet, da sie von den Preisgeldern im Billardsport alleine nicht ihren Lebensunterhalt bestreiten kann. Nach eigenen Aussagen leidet darunter auch ihr Generaldurchschnitt (GD) (2017: etwa 0,9). Bis 2006 gewann sie dreimal hintereinander die Weltmeisterschaft und verwies ihre niederländische Dauerrivalin und Freundin Therese Klompenhouwer auf den zweiten Platz, bevor diese 2014 die Goldmedaille gewinnen konnte. Oft nahm sie gemeinsam mit ihrer Mutter an Dreibandturnieren teil. Aufgrund der schlechten Förderung in ihrem eigenen Land ist es ihr oft aus finanziellen Mitteln nicht möglich, als eine der weltführenden Spielerinnen an internationalen Turnieren teilzunehmen, so wie bei der WM 2014 im türkischen Sinop. 2017 nahm sie nach einer längeren internationalen Pause wieder an der Weltmeisterschaft im belgischen Zoersel teil und gewann diese, nachdem die Dänin Marianne Mortensen ihre größte Konkurrentin um die Goldmedaille, Therese Klompenhouwer, im Viertelfinale besiegt hatte. Im April 2021 wurde ihr Wechsel vom Weltverband Union Mondiale de Billard zum koreanischen Konkurrenten Professional Billiards Association bekannt.

## Erfolge
- Dreiband-Weltmeisterschaft der Damen:  2004, 2006, 2008, 2017 •  2018, 2019 •  2016
- Ladies World Masters/1st World Challenge (Prä-WM):  1999, 2002
- Dreiband-Weltcup der Damen:  2002
- Jennifer Shim International:  2017 •  2015, 2019
- USBA Women’s Invitational Tournament:  2013
- USBA Women’s Open Tournament:  2011